# James Mark (Filmschaffender)
James Mark ist ein kanadischer Filmregisseur, Filmproduzent, Drehbuchautor, Schauspieler, Stuntman und Stunt Coordinator.

## Leben
James Marks jüngerer Bruder ist der Stuntman und Schauspieler Chris Mark. Seine ersten Schritte in der Filmindustrie ging er ab Mitte der 2000er Jahre als Schauspieler und Stuntman. 2010 erschien sein erster Kurzfilm Omg!, wofür er für das Drehbuch, die Regie und die Produktion zuständig war. 2017 erschien der Film Killing Soldier – Der Krieger mit seinem Bruder Chris Mark in der Hauptrolle. 2018 erschien sein Film On the Ropes. 2019 erschien der Film Mutant Outcasts.

## Filmografie (Auswahl)

### Regie/Drehbuch
- 2010: Omg! (Kurzfilm)
- 2017: Killing Soldier – Der Krieger (Kill Order)
- 2018: On the Ropes
- 2019: Mutant Outcasts (Enhanced)

### Produktion
- 2010: Omg! (Kurzfilm)
- 2010: Daylight Savings (Kurzfilm)
- 2011: Goodbye (Kurzfilm)
- 2017: Killing Soldier – Der Krieger (Kill Order)
- 2019: Mutant Outcasts (Enhanced)

### Schauspiel
- 2008: Die Mumie: Das Grabmal des Drachenkaisers (The Mummy: Tomb of the Dragon Emperor)
- 2010: Unnatural History (Fernsehserie, Episode 1x01)
- 2010: Gothic & Lolita Psycho (Gosurori shokeinin/ゴスロリ処刑人)
- 2011: Degrassi: The Next Generation (Degrassi, Fernsehserie, Episode 11x05)
- 2019: Titans (Fernsehserie, Episode 2x09)
- 2020: Coroner – Fachgebiet Mord (Coroner, Fernsehserie, Episode 2x03)

### Stunts
- 2006: The Path to 9/11 – Wege des Terrors (The Path to 9/11, Mini-Serie, 2 Episoden)
- 2007: War
- 2008: Jumper
- 2008: Die Mumie: Das Grabmal des Drachenkaisers (The Mummy: Tomb of the Dragon Emperor)
- 2008: Too Human (Videospiel)
- 2010: Kick-Ass
- 2010: Repo Men
- 2010: Scott Pilgrim gegen den Rest der Welt (Scott Pilgrim vs. the World)
- 2010: Gothic & Lolita Psycho (Gosurori shokeinin/ゴスロリ処刑人)
- 2010: Unnatural History (Fernsehserie, 12 Episoden)
- 2010: Reviving Ophelia (Fernsehfilm)
- 2010: Nikita (Fernsehserie, 2 Episoden)
- 2011: Covert Affairs (Fernsehserie, 3 Episoden)
- 2011: Falling Skies (Fernsehserie, Episode 1x04)
- 2012: Resident Evil: Retribution
- 2012: XIII – Die Verschwörung (XIII, Fernsehserie, Episode 2x09)
- 2012–2014: Transporter: Die Serie (Fernsehserie, 2 Episoden)
- 2012–2014: Lost Girl (Fernsehserie, 2 Episoden)
- 2013: Pacific Rim
- 2013: The Gamers: Natural One (Fernsehfilm)
- 2014: RoboCop
- 2014: Wolves
- 2016: Marco Polo (Fernsehserie, 10 Episoden)
- 2016: Killjoys (Fernsehserie, Episode 2x01)
- 2017: Dark Matter (Fernsehserie, Episode 3x04)
- 2017: Killing Soldier – Der Krieger (Kill Order)
- 2018: Designated Survivor (Fernsehserie, Episode 2x15)
- 2018: The Expanse (Fernsehserie, Episode 3x11)
- 2018: Titans (Fernsehserie, Episode 1x02)
- 2018: Frankie Drake Mysteries (Fernsehserie, Episode 2x10)
- 2019: Shazam!
- 2019: Shadowhunters (Fernsehserie, Episode 3x20)
- 2020: Gefährliche Freundschaft (A Daughter's Ordeal)
- 2020: Spare Parts – Die Waffen sind wir (Spare Parts)